# 藤澤清造
藤澤 清造（ふじさわ せいぞう、1889年〈明治22年〉10月28日 - 1932年〈昭和7年〉1月29日）は、日本の小説家、劇作家、演劇評論家である。

## 経歴
石川県鹿島郡藤橋村ハ部37番地（現在の七尾市馬出町）に、藤澤庄三郎・古への次男として出生。長姉とよ、兄信治郎、次姉よねにつづく第4子であった。1900年、七尾尋常高等小学校男子尋常科第4学年を卒業。卒業後、七尾町内の活版印刷所に勤め、印刷所が新聞取次を兼業していたことから新聞配達を担当していたが、右足が骨髄炎に罹り手術を受け自宅療養。以降、生涯にわたり骨髄炎の後遺症に苦しめられた。恢復後は、阿良町の足袋屋「大野木屋」、次いで、鋲屋、代書屋に勤めた。
1906年、18歳のときに東京へ行き、伊藤銀月や中里介山の面識を得た。弁護士野村此平の玄関番、製綿所、沖仲仕といった職に就き、1910年には当時弁護士だった斎藤隆夫の書生となった。このころ、同郷の横川巴（巴人）、赤尾彌一、大槻了、安野助多郎らと親しく交友。安野に紹介された徳田秋声の縁で三島霜川が編集主任であった演芸画報社に入社し、訪問記者として勤めた。
1912年、斎藤茂吉の青山脳病院に入院していた安野が縊死。安野は、藤澤の代表作『根津権現裏』の岡田のモデルである。また、斎藤の歌集『赤光』収録の連作「狂人守」に登場する患者も、安野がモデルとみられている。
1920年、『演芸画報』発行元の演芸倶楽部を退社し、小山内薫の紹介で松竹キネマに入社するも、翌1921年、経費削減を理由に解雇された。松竹キネマを退社後、大阪府西成郡中津町に住んでいた兄信治郎のもとに身を寄せ、長編小説『根津権現裏』を執筆。小山内の紹介で劇作家協会常任幹事となり、1922年にはやはり小山内の世話でプラトン社の非常勤編集者の職を得た。
1922年4月、友人の三上於菟吉の世話で『根津権現裏』を日本図書出版株式会社から刊行。後に性病がもとで精神に異常をきたし、失踪を繰り返した末、1932年1月29日早朝、芝区芝公園内の六角堂内で凍死体となって発見された。当初は身元不明の行旅死亡人として火葬されたが、その後、履いていた靴に打たれた本郷警察署の焼印が元で、久保田万太郎によって藤澤と確認された。戒名は清光院春誉一道居士。墓は石川県七尾市の西光寺にある。

## 死後
私小説作家の西村賢太は藤澤に私淑し、「歿後弟子」を称していた。藤澤の月命日である毎月29日には墓参を欠かさず、自ら西光寺に申し入れて2001年から「清造忌」を復活させ、さらに2002年には藤澤の墓の隣に自身の生前墓を建てた。
2011年2月、芥川賞を受賞し、藤澤もろとも脚光を浴びた機会をとらえ、西村が酒の勢いで文庫の部長に直談判し、藤澤の代表作『根津権現裏』の文庫復刊を新潮社にもちかけた結果、同年7月に復刊が実現。解説から年譜、語注まで西村が一手に引き受けた。2012年には、西村を編者とした『藤澤清造短篇集』が出版された。さらに西村自身が編集する形で、朝日書林から全5巻別巻2の『藤澤清造全集』を2001年から刊行する予定であったが、西村が2022年2月に急逝したため、内容見本を出しただけに終わった。
2024年1月1日に発生した能登半島地震では、西光寺も被災し、並んでいた藤澤と西村の墓石に地蔵堂が覆いかぶさるように倒壊して横倒しになったが、ファンの支援や関係者の尽力によって、同年9月3日に二人の墓の修復が完了した。

## 著書
- 『根津権現裏』日本図書出版、1922年4月。 NCID BB12058803。全国書誌番号:43037244。
  - 『根津権現裏』聚芳閣文芸部、1926年5月。全国書誌番号:43037245。
  - 『根津権現裏』山下武監修（復刻版）、本の友社〈まぼろし文学館 大正篇 3〉、1998年10月。 NCID BA38636216。全国書誌番号:99035353。
  - 『根津権現裏』新潮社〈新潮文庫〉、2011年7月。ISBN 9784101356167。 NCID BB06095011。全国書誌番号:21954035。
  - 『根津権現裏』西村賢太校訂、KADOKAWA〈角川文庫〉、2020年12月。ISBN 9784041079607。 NCID BC04761594。全国書誌番号:23481921。
- 西敏明 編「根津権現裏(抄)・狼の吐息・「家康入国」の評判・生地獄図抄」『石川近代文学全集』 5（加能作次郎・藤沢清造・戸部新十郎）、石川近代文学館、1988年2月。ISBN 9784890100422。 NCID BN02298066。全国書誌番号:88028827。
- 井口哲郎 編「恥・嘘」『石川近代文学全集』 15（近代戯曲）、石川近代文学館、1990年8月。ISBN 9784890100521。 NCID BN05139965。全国書誌番号:90057633。
- 勝井隆則 編『藤澤清造貧困小説集』龜鳴屋、2001年4月。 NCID BA58534398。全国書誌番号:20163123。
- 悪麗之介 編「われ地獄路をめぐる」『天変動く 大震災と作家たち』インパクト出版会〈インパクト選書 5〉、2011年9月。ISBN 9784755402166。 NCID BB06835570。全国書誌番号:22106851。
- 西村賢太 編『藤澤清造短篇集』新潮社〈新潮文庫〉、2012年3月。ISBN 9784101356174。 NCID BB08472616。全国書誌番号:22052383。
- 西村賢太 編『藤澤清造短篇集 一夜/刈入れ時/母を殺す 他』KADOKAWA〈角川文庫〉、2019年7月。ISBN 9784041079614。 NCID BB30831714。全国書誌番号:23249021。
- 西村賢太 編『狼の吐息／愛憎一念 藤澤清造 負の小説集』講談社〈講談社文芸文庫〉、2019年8月。ISBN 9784065166772。 NCID BB28703019。全国書誌番号:23256748。
- 『根津権現前より 藤澤清造随筆集』講談社〈講談社文芸文庫〉、2022年6月。ISBN 9784065280904。 NCID BC15262803。全国書誌番号:23705501。

### 雑誌掲載
- 「乳首を見る」（校訂・解題/西村賢太）- 『群像』2019年6月号 掲載